# Denis Akiyama
Denis Akiyama (* 28. Mai 1952 in Toronto, Ontario; † 28. Juni 2018 ebenda) war ein kanadischer Schauspieler und Synchronsprecher.

## Leben
Akiyama studierte Psychologie an der York University und arbeitete als Kinderpsychologe, bevor er sich zu einer Schauspielausbildung am George Brown College entschloss. Mitte der 1980er Jahre erhielt er erste Episodenrollen beim kanadischen Fernsehen. Daneben war er als Musiker tätig und spielte Trompete für die New-Wave-Band Pukka Orchestra. Sein Spielfilmdebüt hatte er 1987 im Kriegsfilm Gefangene Herzen an der Seite von Pat Morita und Michael Sarrazin. Im darauf folgenden Jahr spielte er in David Cronenbergs Horrorfilm Die Unzertrennlichen. Er war zudem in Sidney Lumets Jenseits der Unschuld  und Michael Apteds Extrem … mit allen Mitteln zu sehen. Bekanntheit beim Kinopublikum erlangte er durch seine Rolle des Yakuza-Killers Shinji, dem Antagonisten von Keanu Reeves im Science-Fiction-Film Vernetzt – Johnny Mnemonic. In der Filmkomödie Pixels stellte er in einer kleinen, jedoch zentralen Stelle des Filmes den Erschaffer von Pac-Man, Tōru Iwatani dar.
Akiyama trat zwischen der Mitte der 1980er Jahre bis zu seinem Tod als Gastdarsteller in zahlreichen kanadischen und US-amerikanischen Fernsehserien auf, darunter Relic Hunter – Die Schatzjägerin, Warehouse 13, 12 Monkeys und Suits. In der beliebten kanadischen Familienserie Katts und Dog agierte er in 49 Folgen als Officer Ron Nakamura. Neben seinem Wirken vor der Kamera arbeitete Akiyama auch als Synchronsprecher für Zeichentrickserien wie Der kleine Bär, Delilah & Julius und Eddie Angsthorn, sowie für Computerspiele wie Rainbow Six: Vegas und Rainbow Six: Vegas 2.
Akiyama war verheiratet und hatte zwei Kinder. Ende 2017 wurde bei ihm Blasenkrebs diagnostiziert; an den Folgen der Erkrankung starb er im Juni des darauf folgenden Jahres.

## Filmografie (Auswahl)

### Fernsehen
- 1988: Erben des Fluchs (Friday the 13th: The Series)
- 1988–1992: Katts & Dog (Katts and Dog)
- 2000: Relic Hunter – Die Schatzjägerin (Relic Hunter)
- 2005–2012: Mayday – Alarm im Cockpit (Air Crash Investigation)
- 2009: Warehouse 13
- 2010: Being Erica – Alles auf Anfang (Being Erica)
- 2010–2011: Highschool Halleluja (Wingin’ it)
- 2015: 12 Monkeys
- 2015: Suits
- 2018: Carter

### Film
- 1988: Die Unzertrennlichen (Dead Ringers)
- 1993: Jenseits der Unschuld (Guilty as sin)
- 1995: Vernetzt – Johnny Mnemonic (Johnny Mnemonic)
- 1996: Extrem … mit allen Mitteln (Extreme Measures)
- 2002: Cypher
- 2004: Willkommen in Mooseport (Welcome to Mooseport)
- 2005: Der Babynator (The Pacifier)
- 2008: Flash of Genius
- 2010: Repo Men
- 2010: Resident Evil: Afterlife
- 2015: Pixels
- 2017: Kiss and Cry

## Synchron
- 1991–1992: Tim und Struppi (The Adventures of Tintin)
- 1995: Sailor Moon
- 1995–1996: Der kleine Bär (Little Bear)
- 2005–2008: Delilah & Julius
- 2006: Rainbow Six: Vegas
- 2008: Hops & Huper (Toot & Puddle)
- 2008: Rainbow Six: Vegas 2
- 2010–2013: Eddie Angsthorn (Scaredy Squirrel)
- 2011: Deus Ex: Human Revolution